# Trung Tú
Trung Tú là một xã thuộc huyện Ứng Hòa, Hà Nội. 

## Lịch sử, địa lý
Trung Tú xưa thuộc Tổng Đạo Tú, Phủ Ứng Thiên (hay Phủ Ứng Hòa), tỉnh Hà Đông cũ. Cái tên Trung Tú nghĩa là nằm giữa tổng Đạo Tú.
Trung Tú là xã thuộc vùng chiêm trũng khu cháy, cách thị trấn Vân Đình 7 km, cách trung tâm thủ đô Hà Nội (hồ Gươm) 47 km nằm dọc theo quốc lộ 21B, tiếp giáp các xã: Đồng Tân, Hòa Lâm, Phương Tú (thuộc huyện Ứng Hòa) và các xã Hoàng Long, Chuyên Mỹ (Phú Xuyên).

## Hành chính
Xã Trung Tú gồm 8 Thôn:
- Chẩn Kỳ,
- Quảng Tái
- Tự Trung,
- Thanh Hội,
- Cao Xá,
- Lạc Đạo
- Dũng Cảm,
- Dương Liễu.

## Giáo dục
Trung Tú có 2 trường cấp I và cấp II đều được công nhận là trường chuẩn quốc gia, trường cấp I là trường đầu tiên của huyện Ứng Hòa được công nhận trường chuẩn quốc gia năm 2000. Hiện nay cả hai trường đều được đầu tư nhiều về cơ sở vật chất, trang thiết bị thí nghiệm mới nhất hiện nay như phòng máy tính kết nối mạng Internet, cùng với đội ngũ giáo viên trẻ.

## Giao thông
Giao thông từ Bến xe Yên Nghĩa đi về 33 km theo 21B hướng Nam. Xã Trung tú nằm ở giữa đường từ Vân Đình đi Cầu Giẽ (QL1). Đây là xã có Dự án đường trục phía nam Hà Nội đi qua.
Hiện tại đang xây dựng đường phía Nam từ Văn Phú - Châu Can (40 km), đường Đỗ Xá - Quan Sơn (30 km), đường trục KTXH Bắc Nam (100 km) đều đi qua Trung Tú. Đường thủy sản xuyên từ huyện Phú Xuyên - thôn Cao Xá - thôn Quảng Tái - Chợ Cháy - thôn Dương Liễu - đi xã Hòa Lâm - Chùa Hương tích (kì quan thiên nhiên Việt Nam).

## Người nổi tiếng
- Vương Văn Biện, thôn Quảng Tái, nguyên chủ tịch UBND tỉnh Hà Tây cũ
- Thiếu tướng Đỗ Hùng, thôn Thanh Hội, Phó Tổng cục trưởng Tổng cục Cảnh sát - Bộ Công An
- Vương Đăng Vũ, Phó Chánh thanh tra Thành phố Hà Nội

- Nguyễn Chí Viễn, Phó Chủ tịch UBND huyện Ứng Hòa.
[cần dẫn nguồn].